# (1588) Descamisada
(1588) Descamisada ist ein Asteroid des Hauptgürtels, der am 27. Juni 1951 von dem argentinischen Astronomen Miguel Itzigsohn in La Plata entdeckt wurde.
Der Name des Asteroiden ist spanisch und heißt übersetzt „Hemdlose“. Er erinnert an die Präsidentengattin Eva Perón, die sich selbst als erste Descamisada bezeichnete.